# مفاعل سريع بتبريد الغاز

مخطط مفاعل سريع بتبريد الغاز

مفاعل سريع بتبريد الغاز هو تصميم مفاعل نووي قيد التطوير حاليا حيث تم تصنيفه على أنه مفاعل من الجيل الرابع.

## نبذة
يتميز بطيف سريع النيترون ودورة وقود مغلقة للتحويل الفعال لليورانيوم الخصب وإدارة الأكتينيدات. 
تصميم المفاعل هو نظام تبريد بالهيليوم يعمل بدرجة حرارة عند 850 درجة مئوية باستخدام توربينات غازية مغلقة ذات دورة مغلقة لتحقيق كفاءة حرارية عالية.
يتم النظر في العديد من أشكال الوقود لقدرتها على العمل في درجات حرارة مرتفعة للغاية ولضمان الاحتفاظ الممتاز بمنتجات الانشطار مثل جزيئات الوقود المتقدمة و مركبات الأكتينيد.
يتم النظر في التكوينات الأساسية استنادا إلى مجموعات الوقود القائمة على الدبوس أو الصفيحة أو الكتل المنشورية والتي تتيح تداول سائل للتبريد أفضل من مجموعات الوقود التقليدية.

## الإستخدامات
تم تصميم المفاعلات للاستخدام في محطات الطاقة النووية لإنتاج الكهرباء بينما تنتج في الوقت نفسه الوقود النووي الجديد.